# Vita Club Mokanda
Vita Club Mokanda wcześniej znany jako Victoria Club Mokanda – kongijski klub piłkarski grający w kongijskiej pierwszej lidze, mający siedzibę w mieście Pointe-Noire.

## Sukcesy
- I liga[1]

mistrzostwo (3): 1971, 1998, 1999.
- Puchar Konga[2]:
  - zwycięstwo (4): 1974, 1977, 1996, 1997.

## Występy w afrykańskich pucharach
| Sezon | Rozgrywki                 | Runda   | Kraj                         | Klub                          | Dom | Wyjazd | Dwumecz      |
| ----- | ------------------------- | ------- | ---------------------------- | ----------------------------- | --- | ------ | ------------ |
| 1971  | Puchar Mistrzów           | 1       | Benin                        | AS Porto Novo                 | 2–0 | 1–0    | 3–0          |
| 1971  | Puchar Mistrzów           | 2       | Togo                         | Dynamic Togolais              | 1–2 | 0–2    | 1–4          |
| 1997  | Puchar Zdobywców Pucharów | 1       | Wybrzeże Kości Słoniowej     | Société Omnisports de l’Armée | 0–0 | 1–2    | 1–2          |
| 1998  | Puchar Zdobywców Pucharów | wstępna | Republika Środkowoafrykańska | TP USCA Bangui                | –   | –      | –            |
| 2000  | Liga Mistrzów             | 1       | Angola                       | CD Primeiro de Agosto         | 2–1 | 0–4    | 2–5          |
| 2001  | Puchar Zdobywców Pucharów | 1       | Nigeria                      | Niger Tornadoes               | 1–0 | 0–1    | 1–1 (k. 4–5) |
| 2016  | Puchar Konfederacji       | wstępna | Nigeria                      | Akwa United                   | 0–1 | 1–0    | 1–1 (k. 6–5) |
| 2016  | Puchar Konfederacji       | 1       | Rwanda                       | Police FC                     | 0–0 | 1–0    | 1–0          |
| 2016  | Puchar Konfederacji       | 2       | Angola                       | Sagrada Esperança             | 1–2 | 0–2    | 1–4          |

## Stadion
Domowe mecze klub rozgrywa na stadionie o nazwie Stade Municipal w Pointe-Noire, który może pomieścić 13594 widzów.

## Reprezentanci kraju grający w klubie
Stan na styczeń 2023.
| - Percy Akoli - Junior Gouari - Justice Ipemosso - Old Gypter Itoua - Serge Makaya - Destin Makita-Passy | - Luriel Sita Milandou - Deldy Ngoyi - Aimé Nkounkou - Docksa Gikanji - Obed Mayamba |